# Людовик VIII
Людовик VIII, по прозвищу Лев (фр. Louis VIII le Lion, 5 сентября 1187 — 8 ноября 1226) — король Франции в 1223—1226 годах.

## Биография

### Происхождение и детство

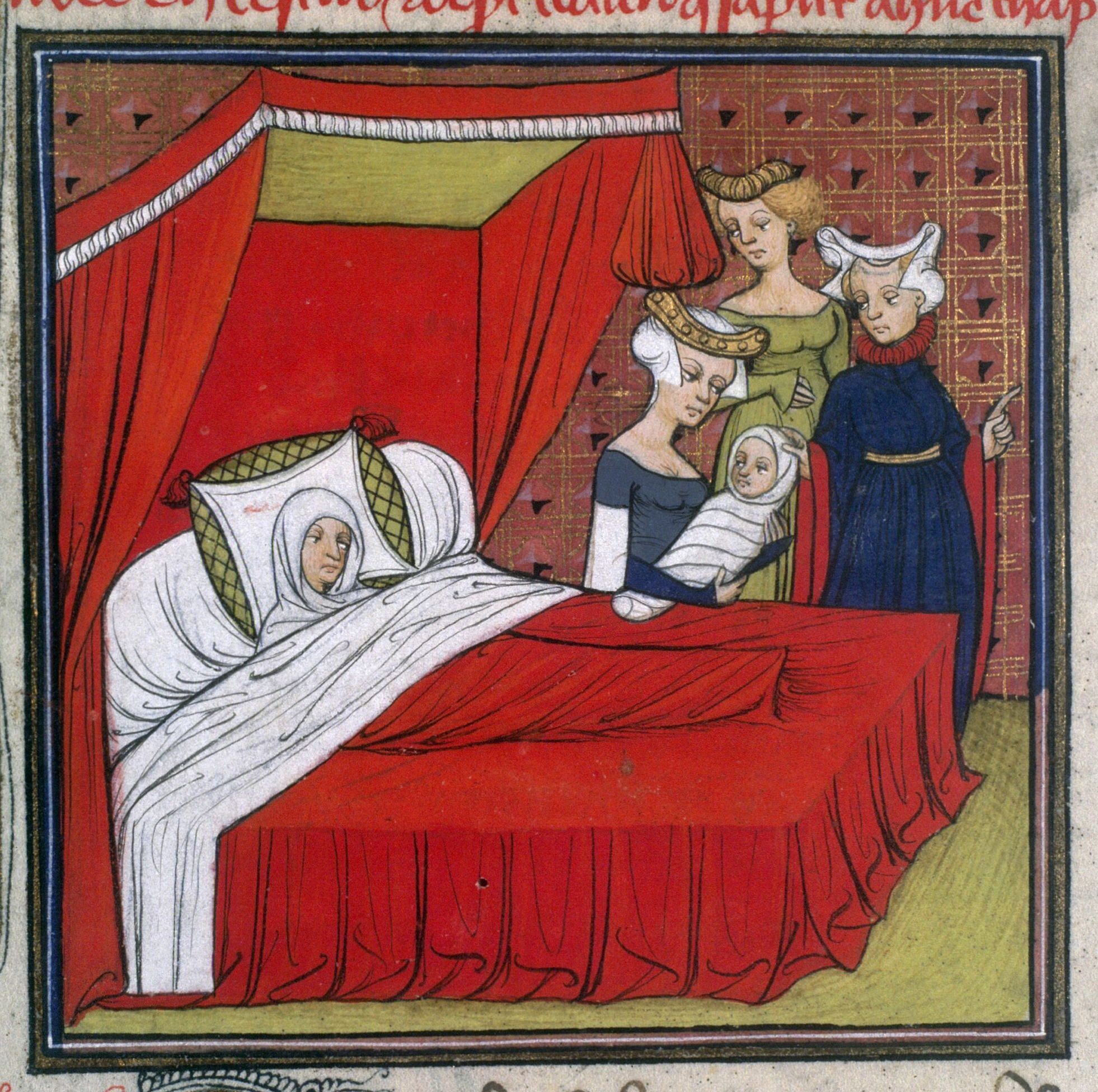
Рождение Людовика VIII. Миниатюра рукописи XIV в.

Людовик был единственным сыном Филиппа Августа и его первой жены Изабеллы де Эно и, таким образом, изначально предназначался для трона. Принц отличался слабым здоровьем и в 1191 году едва не умер от лихорадки. Образование он получил вместе со своим двоюродным братом Артуром Бретонским под руководством епископа Турне Стефана. 
Уже в 1200 году, выполняя условия договора в Ле Гуле, тринадцатилетнего принца женили на двенадцатилетней Бланке Кастильской, которая по матери приходилась племянницей Иоанну Безземельному и внучкой Алиеноре Аквитанской, которая и настояла на том, чтобы Бланка стала женой Людовика. Благодаря этому браку Людовик смог позже предъявить претензии на английский престол.

### При Филиппе Августе
Начиная с 1204 года Людовик участвовал в войне отца с Иоанном Безземельным, лишённым всех своих владений во Франции: так, принц сопровождал отца в бретонском походе 1206 года, когда были заняты Нант и Ренн. Тем не менее, Филипп Август оттягивал посвящение сына в рыцари. Король не допускал его в соправители и минимизировал самостоятельность Людовика в управлении графством Артуа, которое досталось ему от матери. Возможно, это было связано с сильным недовольством, которое политика Филиппа Августа вызывало у крупных сеньоров, и отец опасался, что сын возглавит оппозицию. 17 мая 1209 года Филипп Август посвятил сына в рыцари, при этом взяв с него клятву, что он никогда не станет биться на турнирах, поскольку его жизнь была слишком важна для династии. В качестве платы за отказ от рыцарских забав Людовик получил в лен  Шато-Ландон, Пуасси и  Лорри. В 1212 году принц впервые сам возглавил поход во Фландрию, в ходе которого заставил графа Феррана уступить ему часть Артуа, бывшее приданым его матери, которое ранее было уступлено отцом графу Фландрии. В ноябре того же года в Вокулере Людовик от имени своего отца заключил союз с германским королём Фридрихом II, направленный против Вельфов и Плантагенетов.
Когда римский папа освободил подданных Иоанна Безземельного от присяги своему королю и предложил Филиппу Августу организовать крестовый поход в Англию, тот созвал собрание знати в Суассоне и объявил, что намерен добиваться английской короны для своего сына Людовика (апрель 1213 года). Последний обладал формальными правами на Англию как муж внучки Генриха II и имел сторонников на острове. Был собран огромный флот для высадки, но накануне его отплытия Иоанн смог примириться с папой. Иннокентий III запретил Филиппу Августу вторгаться в Англию.
Тогда королевские войска пошли на Фландрию, граф которой стал союзником Иоанна. В сражении при Дамме принц Людовик возглавил кавалерийскую атаку, решившую исход боя. Этот поход не был безусловно успешным; тем не менее благодаря ему Людовик включил в состав своих владений город Дуэ.
Во время военной кампании 1214 года  Иоанн вторгся на правый берег Луары, и принц Людовик вместе с маршалом Анри Клеманом возглавил направленное против него войско. При сближении двух армий под Ла-Рош-о-Муаном большая часть вассалов английского короля разбежалась, так что Людовику удалось одержать убедительную бескровную победу, которую современники ставили в один ряд с Бувинской.

### Экспедиция в Англию
Бунтовавшие против Иоанна Безземельного бароны в 1215 году пригласили Людовика занять английский престол. Занимая после Бувина очень сильные позиции на континенте, Филипп Август решил попытаться сделать сына королём Англии, хотя папа Иннокентий III всё ещё поддерживал Иоанна. В декабре 1215 года авангард Людовика высадился в Кенте; после первых успехов появился в Англии и сам принц, 26 мая 1216 года провозглашённый в Лондоне королём Англии (но не коронованный).
Людовику удалось установить свой контроль над всей восточной частью королевства. Но его положение заметно ухудшилось после внезапной смерти Иоанна Безземельного, личной непопулярности которого Людовик был обязан своими победами (октябрь 1216 года). Малолетний сын Иоанна Генрих III получил поддержку значительной части баронов и нового папы, Гонория III, который наложил интердикт на мятежников. В этой ситуации Филиппу Августу пришлось отказаться от поддержки экспедиции, что и предрешило исход дела. 20 мая 1217 года, пока Людовик осаждал Дувр, отправленная им на север армия во главе с Тома де Першем была разгромлена при Линкольне Уильямом Маршалом, а 24 августа флот Людовика потерпел поражение при Сандвиче. Это означало изоляцию принца на острове и проигрыш всей войны. Уже спустя два дня после Сандвича Людовик был осаждён Маршалом в Лондоне. Ему не оставалось ничего, кроме как подписать мир (в Ламберте, 11 сентября) и оставить Англию.
В последние годы правления своего отца Людовик принял участие в альбигойских войнах, но без особых успехов: его поход в Лангедок 1219 года был прерван из-за неудачной осады Тулузы и враждебной позиции Святого престола.

### Восшествие на престол

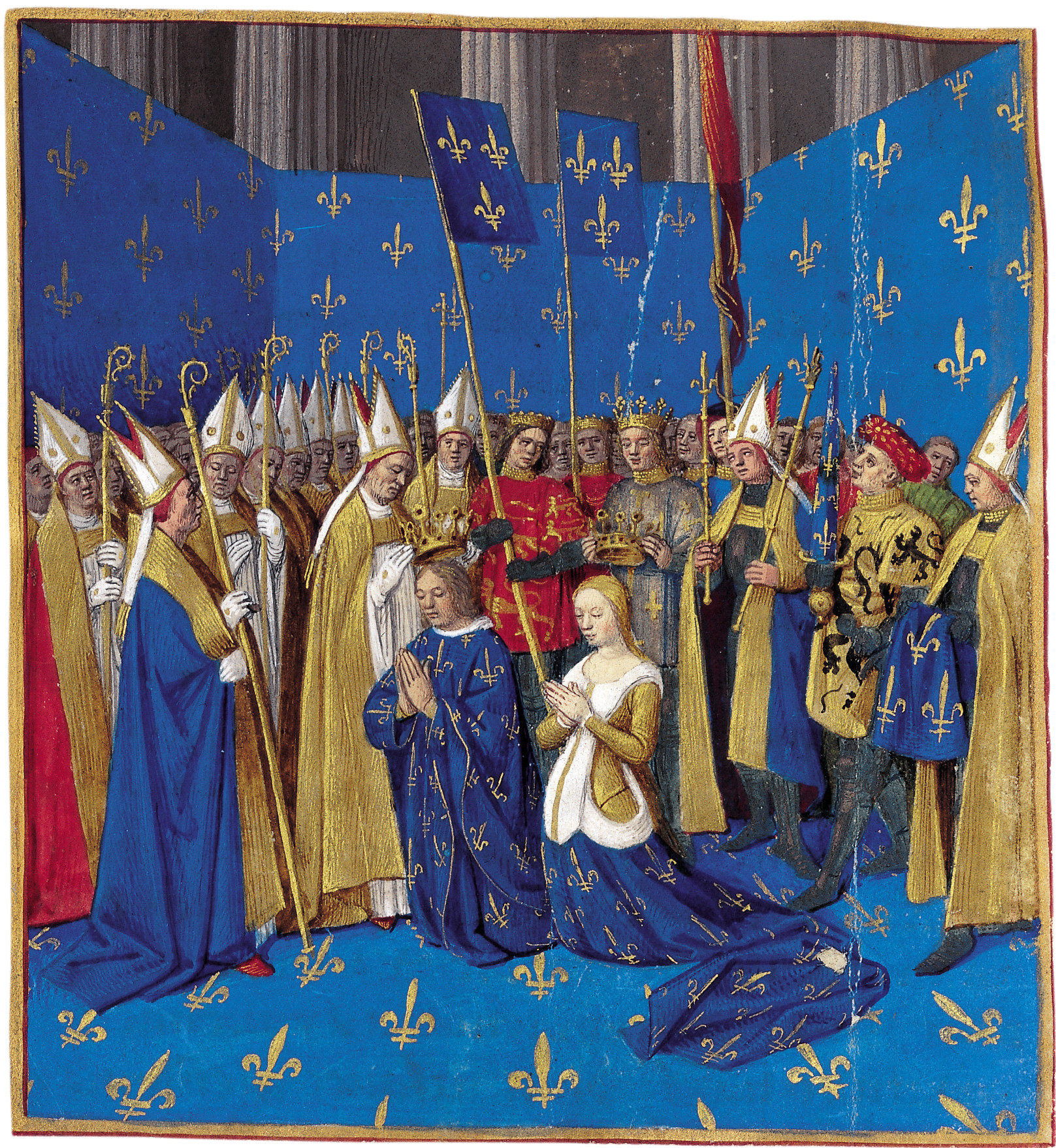
Коронация Людовика VIII и Бланки Кастильской. Миниатюра из «Больших французских хроник»

Филипп Август умер 14 июля 1223 года в Манте. Людовику было к тому моменту уже 36 лет; тем не менее, он не был коронован и помазан на царство при жизни отца, как это было принято у Капетингов. В этом можно видеть признак усиления династии и наследственного принципа: Филипп Август уже не боялся, что после его смерти бароны провозгласят королём кого-то из другой семьи. В то же время такое положение дел могло быть проявлением осторожности Филиппа Августа: он не хотел дать своему сыну слишком много власти, которую тот мог использовать против отца (подобно сыновьям Генриха II Английского, которых сам Филипп поддерживал в молодости).
6 августа 1223 года Людовик был коронован в Реймсе архиепископом Гильомом де Жуанвилем. Его права на корону никем не были оспорены.

### Начало правления
Сразу после восшествия на престол Людовик обновил союз с Гогенштауфенами, главной целью которого была изоляция Плантагенетов. Добиться этого в полном объёме не удалось - в первую очередь из-за позиции ряда князей северо-западной части империи, имевших тесные экономические связи с Англией. Архиепископ Кёльнский Энгельберт, в отсутствие Фридриха II правивший Германией как регент при его сыне Генрихе, помешал плану женить Генриха на дочери Людовика, так как рассчитывал сделать германской королевой сестру Генриха III Английского.
Перемирие с Плантагенетами истекло к Пасхе 1224 года. Людовик решил использовать это для расширения домена на юг от Луары: он двинул войска в Пуату, где ему подчинился Гуго X де Лузиньян, муж английской королевы-матери. Гуго принёс вассальную присягу за графства Марш и Ангулем; 13 августа 1224 года была взята Ла-Рошель, что означало контроль над всем Сентонжем. Виконт Лиможский подчинился Людовику добровольно. Лузиньян возглавил королевскую армию, вторгшуюся в Гасконь, но взять Бордо не смог и в начале 1225 года был оттеснён на север своим пасынком Ричардом Корнуэлльским. Таким образом, английский король сохранил свою власть только над герцогством Гасконским.

### Крестовый поход в Лангедок

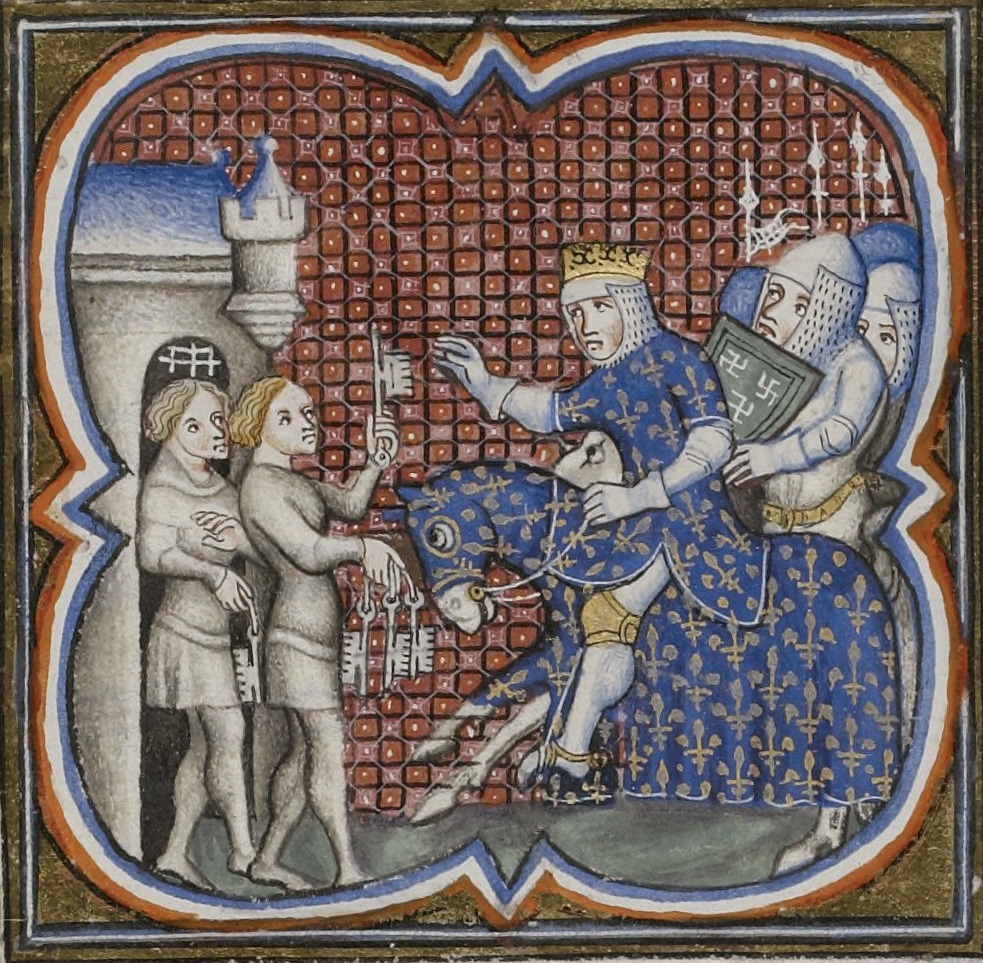
Вступление Людовика VIII в Авиньон. Миниатюра из «Хроник Сен-Дени»

Реакцией на успехи Людовика в Аквитании стало образование под покровительством папы коалиции, в которую вошли Генрих III Английский, Пьер Моклерк, Гуго X де Лузиньян и Раймунд Тулузский. Чтобы перехватить инициативу, Людовик созвал в ноябре 1225 года церковный собор в Бурже, на котором ему удалось добиться нового интердикта в отношении графа Тулузского и провозгласить очередной крестовый поход против альбигойцев. Командиром крестоносцев должен был стать король, финансирование похода брала на себя церковь. Раймунд выказал своё повиновение королю и поклялся преследовать ереси, но Людовик рассчитывал использовать уступку ему своих прав Амори VI де Монфором (в 1224 году) для покорения всего Лангедока.
Крестоносная армия в июне 1226 года появилась на Нижней Роне. Здесь ожесточённое сопротивление оказал Авиньон, сдавшийся только в сентябре, после трёх месяцев осады. Под впечатлением от этого события начали сдаваться без боя и другие города: Ним, Монпелье, Каркасонн, Нарбонн, Памье, Бокер. На всей занятой территории началось внедрение королевской администрации и северофранцузских феодальных порядков в соответствии со статутом, изданным Симоном де Монфором в Памье в 1212 году.
Во время осады Авиньона Людовик заболел дизентерией, которая впоследствии привела его к смерти; впрочем, некоторые современники предполагали, что его отравил якобы влюблённый в его жену Бланку Тибо Шампанский.

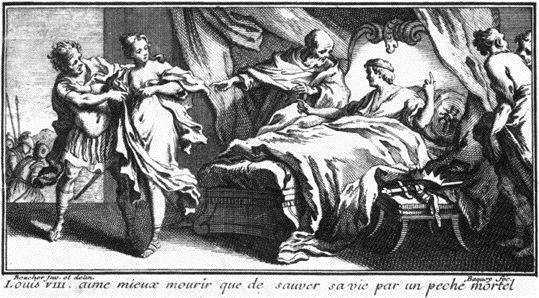
Франсуа Буше. «Смерть Людовика VIII» (1721)

### Смерть
В октябре 1226 года Людовик поехал от Альби на север, навстречу своей жене. Но 8 ноября, ещё до того, как встреча состоялась, король скоропостижно умер в Монпансье от дизентерии, которой он болел, начиная с авиньонской осады. Перед смертью он приказал своим вассалам присягнуть на верность его малолетнему сыну Людовику. Перед отбытием в крестовый поход король составил завещание, но там не было никаких распоряжений относительно регентства в случае его скорой смерти, и это стало поводом к началу периода смут в королевстве.
Людовик VIII был похоронен 8 ноября 1226 года в Сен-Дени рядом со своим отцом.

## Значение
Из-за краткосрочности правления Людовик VIII находится в тени своих предшественника и преемника. Он продолжил дело отца, но получить плоды от одержанных им побед удалось только его сыну. Людовик вытеснил Плантагенетов из существенной части Аквитании, но эти приобретения были закреплены только Парижским миром 1259 года; он энергично продолжил распространения королевского влияния на Лангедок, но и эти территории вошли в состав домена только после подписания Парижского договора 1229 года.
В своём завещании Людовик предусмотрел выделение части королевского домена во владение своим младшим сыновьям, став таким образом основателем системы апанажей. В этом качестве он подвергался критике со стороны ряда историков, хотя апанажи могут считаться эффективным средством для того, чтобы избежать внутридинастической борьбы.

## Семья Людовика VIII

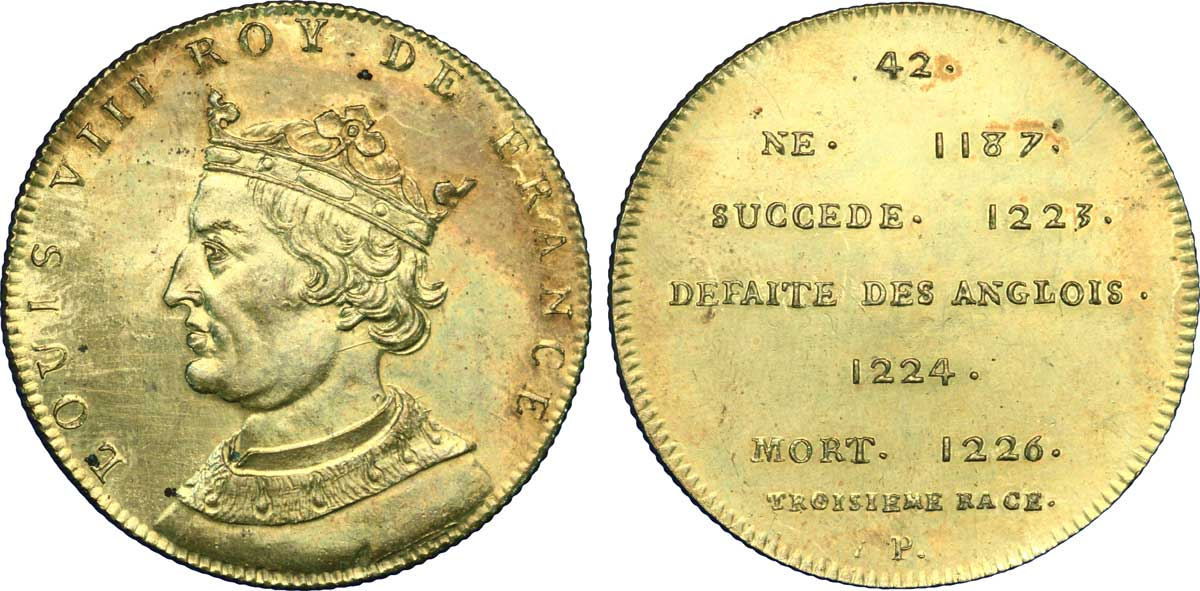
Людовик VIII

Жена: с 23 мая 1200 (Шато-Неф, Нормандия) Бланка Кастильская (4 марта 1188 — 26/27 ноября 1252), дочь Альфонсо VIII Кастильского и Элеоноры Английской. Имели 13 детей:
1. дочь (возможно, Бланш) (1205—1206)[4]
2. дочь (1207 — в млад.)
3. Филипп (9 сентября 1209—1218); обручён: с 1217 Агнес (1205—1225), графиня де Донзи, дочь барона Эрве IV де Донзи, графа Невера, Осера и Тоннер
4. дочь (1213 — в млад.)
5. Людовик IX Святой (25 апреля 1214 — 25 августа 1270), король Франции с 1226 по 1270 гг[5].
6. Робер I (сентябрь 1216 — 9 февраля 1250), граф Артуа.
7. Жан (1219—1232), граф Анжуйский и Мэнский с 1226
8. Альфонс (11 ноября 1220—1271), последний граф Тулузы.
9. Филипп-Дагобер (1222—1232)
10. Святая Изабелла Французская (конец марта 1223—1225 — 23 февраля 1270), монахиня в Лонгшампе
11. Этьен (1226 — в млад.) — умер почти сразу после крещения
12. Карл I Анжуйский (21 марта 1227 — 7 января 1285), граф Анжуйский, Мэнский и Прованский с 1246 года, король Сицилийский с 1266.